# Japonský teriér
Japonský teriér (japonsky: 日本テリア, anglicky: Japanese Terrier) je malé psí plemeno ze skupiny teriérů, které bylo vyšlechtěno v Japonsku. Oproti jiným japonským plemenům se jedná o poměrně mladé psí plemeno, přesto je uznané Mezinárodní kynologickou federací (FCI), která jej řadí do skupiny teriéři, do sekce malí teriéři.

## Historie

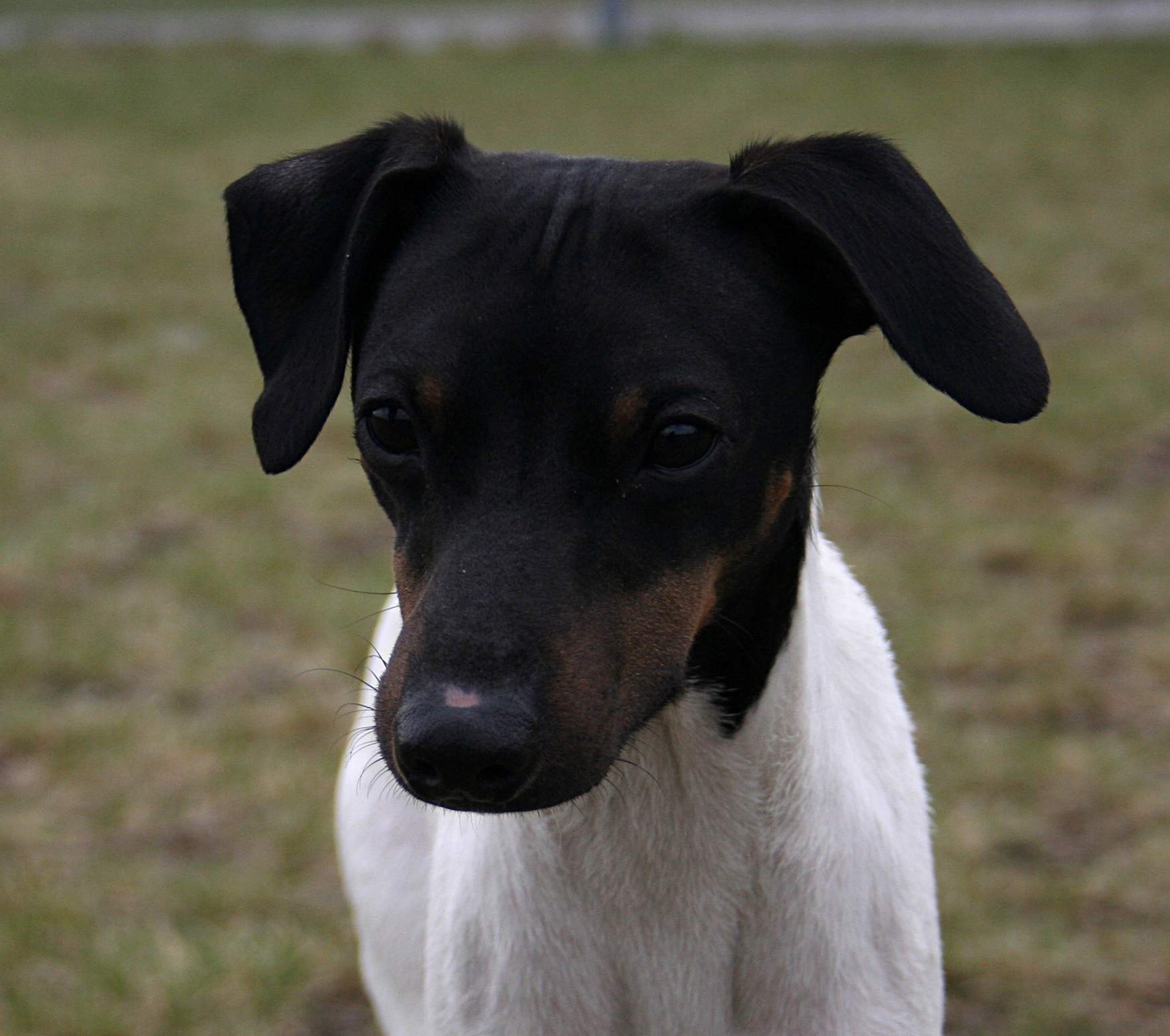
Hlava japonského teriéra

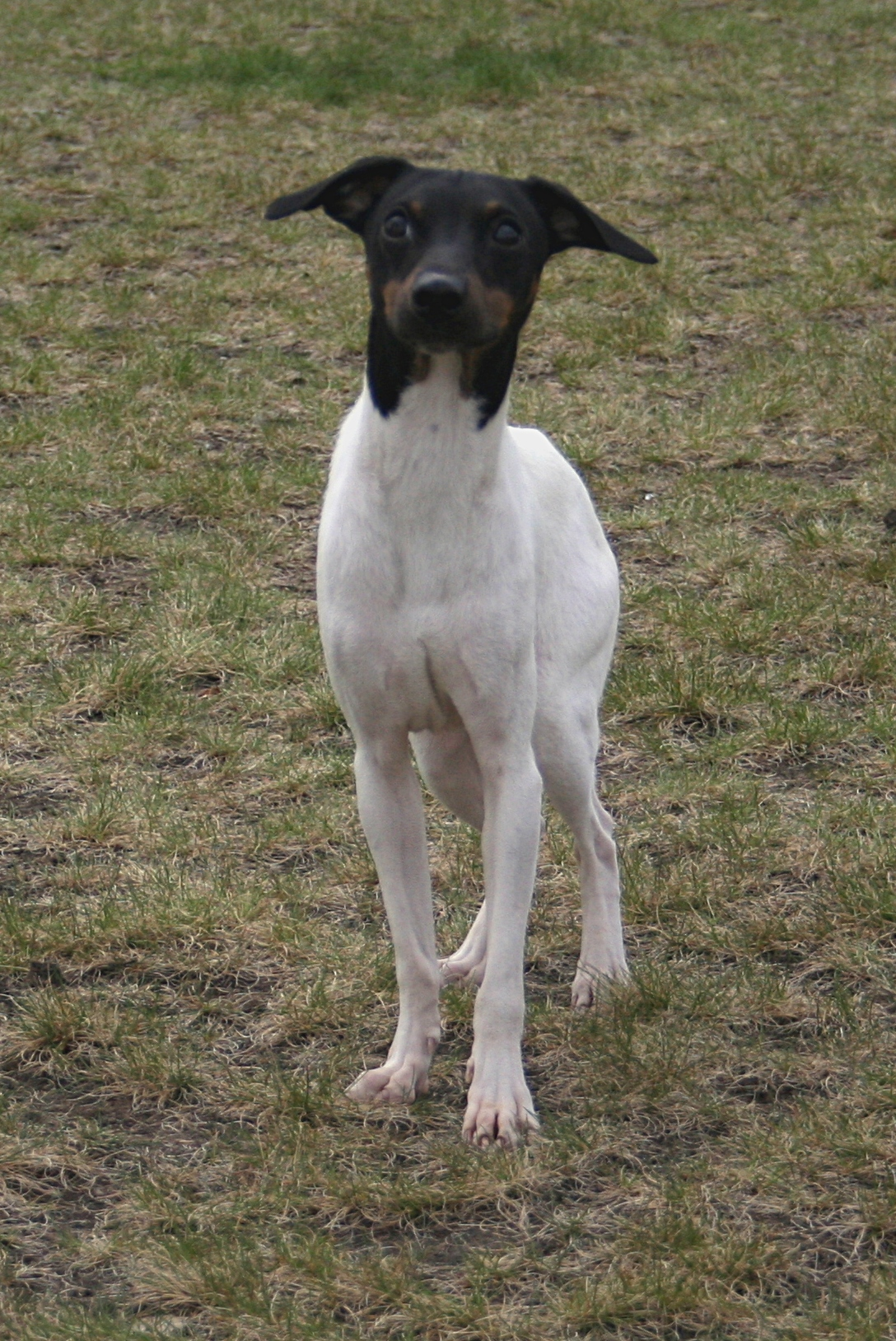

Historie japonských teriérů sahá až do 17. století, kdy byli do Japonska přivezeni jejich předkové: hladkosrstí foxteriéři a malá lovecká plemena psů. Konkrétně se jednalo o loď plavící se z Nizozemí do japonského Nagasaki. Od té doby probíhal v Japonsku chov těchto dovezených plemen, až v roce 1920 začalo selektivní kříženi a vznikl tak japonský teriér, jak jej známe dnes. O 10 let později, v roce 1930, bylo plemeno uznáno Japonským Kennel Clubem.
Původně se využívali především jako krysaři v docích. V současnosti už je ale uvidíme jen jako společníky. V roce 2006 plemeno uznal United Kennel Club (UKC). Hojně se chovají především ve své rodné zemi, ale jinak je najdeme i v Evropě. Početnými chovy je známé především Německo a Francie, kde si tito malí psíci získávají oblibu. V současné době (květen roku 2024) se v Česku nachází jeden chovný pár.

## Vzhled
Japonský teriér je malý pes, s inteligentní výrazem a kompaktní postavou. Výška v kohoutku se pohybuje mezi 30 a 33 cm, hmotnost je 4,5 až 6 kg. Právě poměr výšky ku délce trupu je 1:1. Srst, která pokrývá celé tělo, je velmi krátká (okolo 2 mm), na dotek hebká a s podsadou. Základní barvou je čistě bílá, na které mohou být tmavě hnědé až černé znaky, a ve stejné barvě je i hlava.
Mozkovna je plochá a poměrně štíhlá, stop nevýrazný. Uši jsou posazené vysoko, středně malé, trojúhelníkového tvaru. Pes je nosí zlomené a natočené vpřed, pokud se pes bojí, natočí je dozadu. Oči jsou malé, mandlového tvaru s tmavě hnědými duhovkami. Nosní houba je vždy černá, pysky přiléhavé a tenké. Zuby musí mít nůžkový skus. Krk je poměrně dlouhý, dobře osvalený, ale štíhlý, bez laloku. Harmonicky se napojuje na hřbet, který je krátký a úzký, se svažující se zádí. Břicho výrazně vtažené. Ocas je přirozeně dlouhý, šavlovitého tvaru, ale běžně se kupíruje. Nohy jsou dlouhé, se silnými stehny, zakončené kulatými a drobnými tlapkami.

## Povaha
Povahově je japonský teriér sice přátelský, ale méně důvěřivý k cizým lidem. Je hravý a oddaný pes, který se silně váže na svoji rodinu. Samotný standard dle FCI jej popisuje jako hravé a veselé psí plemeno. Sám o sobě si japonský teriér dobře rozumí s dětmi, ale protože má jemnou konstrukci, je nutné myslet na to, že některé dětské hrátky mohou psovi ublížit. Sám o sobě nevyhledává společnost jiných psů, ale v případě nutnosti s nimi umí vyjít nebo spolupracovat. Přesto může být vůči některým obřím plemenům uštěkaný.  Vůči hlodavcům má vyvinuté lovecké pudy, proto je bude rád lovit, naopak velká lesní či hospodářská zvířata ignoruje.